# Abáiz
Caserío de Abáiz,  antigua villa de Navarra situada en el Val de Aibar que, al despoblarse, pasó a formar parte del municipio de Lerga, merindad de Sangüesa, partido judicial de Aoiz, provincia de Navarra. Estuvo habitado hasta 1920. Está a poca distancia del yacimiento arqueológico de Santa Criz de Eslava.
También a veces denominado Señorío de Abáiz, apuntan algunos lingüistas a que el origen del topónimo fuera "abariz" (en euskera, carrasca, coscojo, encino). Otros nombres aparecidos, recogidos por la Enciclopedia Auñamendi, son Abaitz, Abaiz, Abaiz de Lerga y Epaiz.

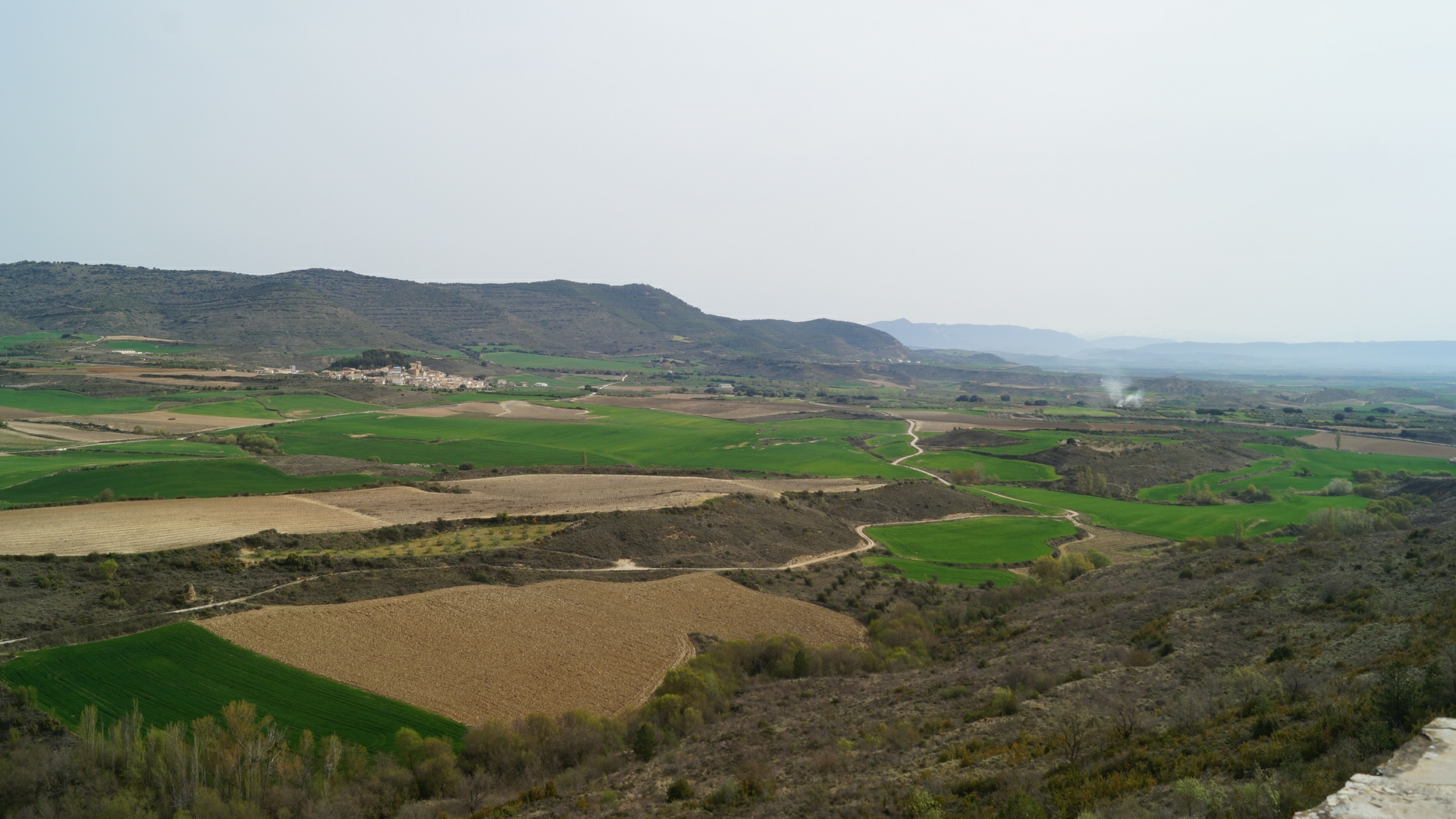
Vista de la Val de Aibar desde Abáiz

## Geografía
En 1914 Julio Altadill, en su Geografía General del País Vasco y Navarra, se refiere al lugar como un terreno regado por «muchísimos manantiales y regatas en todas las direcciones, contando con fuente, lavadero y abrevadero». Lo cierto es que el terreno sobre el que se asienta, quebrado y accidentado, se conoce como la cresta de Mendi Andía y el hoyo de Maiturri.
El enclave está asentado en la cima de una elevación que discurre junto al barranco de Chucho Alto cuya cima, de 932 m., se encuentra a poca distancia, al sur del actual término municipal de Lerga. Se sitúa en el límite de la merindad de Sangüesa con la merindad de Olite formando con la vecina Ujué la facería de Ujué-Abáiz, o facería 92, más de 26 hectáreas de pastos entre Gallipienzo y Chucho Alto.
Su elevada ubicación facilita el dominio visual del entorno geográfico siendo, así mismo, su silueta reconocible desde los vecinos parajes de Lerga y Eslava y desde la carretera NA-132 que une Tafalla con Sangüesa.

## Historia
Antiguo lugar del valle de Aibar, documentado desde el siglo XI, cuyo monasterio fue donado al monasterio de Leire por doña Oria Aznárez (1095).
La villa fue objeto de una permuta en 1205 entre Sancho VII el Fuerte y doña Narbona, mujer de Martín de Subiza. Sin embargo, antes de finalizar el siglo XIII volvía a formar parte del patrimonio de la Corona. De nuevo, esta vez en 1307, fue donado a Ojer de Mauleón, permaneciendo hasta el siglo XVI entre las posesiones de esta familia. 
Consta en el Libro de Fuegos de 1366 como Abáiz, con un poblamiento de 3 fuegos y 15 habitantes. 
Figura en 1646 como villa señorial perteneciente al Marquesado de Cortes, en el apeo de las casas realizado en esas fechas por el virrey de Navarra por mano del merino de Sangüesa, Juan de Garibay.
Antes de su despoblación estaba en manos del duque de Granada de Ega y marqués de Cortes y pasó a integrarse en el municipio de Lerga. En 1927 unos 50 vecinos deciden la compra de Abáiz y Aldea. Tras pasar por varias manos, finalmente, en 1960, se vende a la Diputación Foral de Navarra.

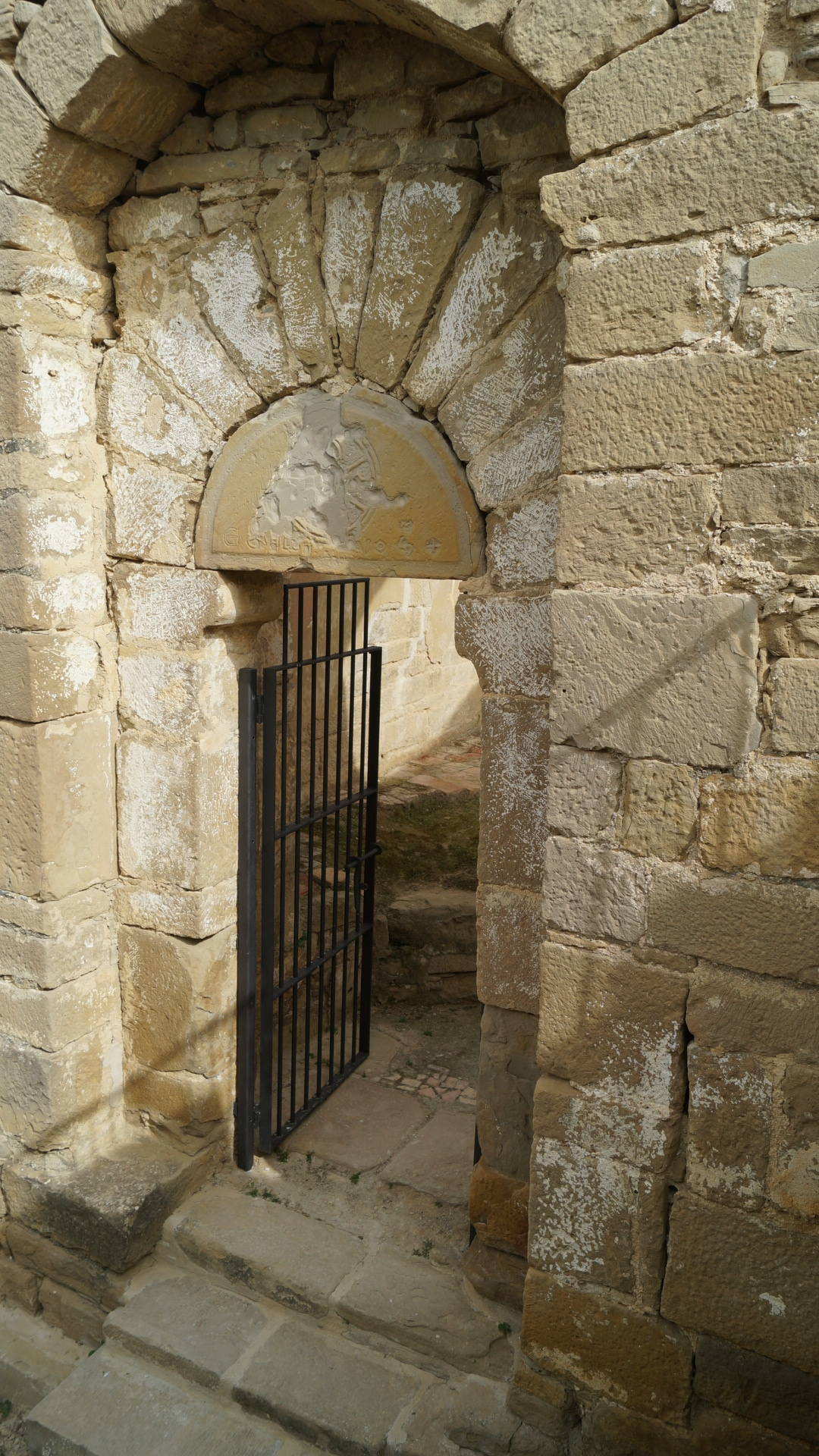
Acceso al templo

## Arte y arquitectura
La iglesia de Abáiz ha estado bajo diversas advocaciones: San Pedro, Santa Cruz y Santa Elena.
Según algunos autores, su estilo es prerrománico aunque con repetidas remodelaciones, destacando en el exterior la forma prismática de su ábside que, sin embargo, se muestra semiesférico en el interior.
También se observa en el exterior una torre en el lateral orientado al norte de forma cilíndrica recorrida en su interior por una escalera que lleva a la parte superior desde la cual se observa el entorno.
Desde 2014 existe una Asociación de Amigos de Abáiz que se encarga de mantener el lugar y organizar visitas al mismo, acogida a la ley de mecenazgo del Gobierno de Navarra con la finalidad de recaudar ayudas con tal fin.